# Jefferson w Paryżu
Jefferson w Paryżu – amerykańsko-francuski film historyczny z 1995 roku w reżyserii Jamesa Ivory'ego.

## Główne role
- Nick Nolte − Thomas Jefferson
- Gwyneth Paltrow − Patsy Jefferson
- Estelle Eonnet − Polly Jefferson
- Thandie Newton − Sally Hemings
- Seth Gilliam − James Hemings
- Todd Boyce − William Short
- Nigel Whitmey − John Trumbull
- Nicolas Silberg − Pan Petit
- Greta Scacchi − Maria Cosway
- Simon Callow − Richard Cosway
- Lambert Wilson − Markiz de La Fayette
- Elsa Zylberstein − Adrienne de La Fayette
- William Moseley − George Washington de La Fayette
- Steve Kalfa − dr. Guillotin
- Michael Lonsdale − Ludwik XVI
- Charlotte de Turckheim − Maria Antonina
- Vincent Cassel − Camille Desmoulins
- James Earl Jones − Madison Hemings

## Fabuła
Przyszły prezydent USA Thomas Jefferson odwiedza Francję na parę dni przed wybuchem rewolucji. Tam przeżywa dwa romanse jednocześnie. Pierwszy z Marią Cosway – arystokratką o artystycznych ambicjach. Związek ten polega na wymianie korespondencji i spotkaniach „przy okazji”. Drugi to romans z własną służącą – mulatką Sally Hemings.